# 青春試考
「青春試考」（せいしゅんしこう）とは、中村雅俊の楽曲で、8枚目のシングル。1978年5月10日に日本コロムビアから発売された。

## 概要
日本テレビ系「青春ド真中!」主題歌として歌われた。

## 収録曲
全作詞：松本隆、作曲：吉田拓郎　編曲：馬飼野康二

### A面
1. 青春試考（3分27秒）

### B面
1. 注文の多い恋人よ（2分52秒）